# گرگ گرانبرگ
گریگوری فیلیپ «گرگ» گرانبرگ (به انگلیسی: Gregory Phillip "Greg" Grunberg) بازیگر تلویزیونی اهل آمریکا است. وی به خاطر بازی در نقش مت پارکمن در سریال قهرمان‌ها و اریک وایس در سریال آلیاس مشهور شده‌است.

## گزیده فیلم‌شناسی
- مرد توخالی در نقش کارتر ابی
- آلیاس (مجموعه تلویزیونی) در نقش اریک وایس
- آستین پاورز: در عضو طلایی
- لاست (مجموعه تلویزیونی) در نقش ست نوریس
- مأموریت غیرممکن ۳ در نقش کوین
- دکتر هاوس (مجموعه تلویزیونی) در نقش رونالد نویبرگر
- قهرمان‌ها (مجموعه تلویزیونی) در نقش مت پارکمن
- کارشناسان سکس (مجموعه تلویزیونی) در نقش جین مورتی
- بیا همسر وارد را بکشیم در نقش بروس
- قهرمان‌ها: تولد دوباره در نقش مت پارکمن
- جنگ ستارگان: نیرو برمی‌خیزد در نقش تمین وکسلی
- فراتر از پیشتازان فضا
- تصویر کامل
- تحت‌تعقیب‌ترین‌های مالیبو